# Maya (альбом)
Maya (стилизовано как /\/\/\Y/\) — третий студийный альбом британской певицы Майи, выпущенный 7 июля 2010 года на её собственном лейбле N.E.E.T. Главная тема пластинки — современная информационная политика. M.I.A. приступила к записи нового материала прошлой осенью в своей домашней студии в Лос-Анджелесе. Соавторами треков и участниками дальнейшего микширования и сведения на арендованной студии на Гавайях стали Blaqstarr и известный английский дабстеп-продюсер Rusko. Примечательно, что Rusko также исполнил и записал фортепианные и гитарные партии для треков альбома. Позже к процессу подключился бывший партнёр вокалистки Diplo, который работал над треком «Tell Me Why» в Санта-Монике.

## Об альбоме
Треки альбома, центральной темой которых является «информационная политика», предназначены, чтобы вызвать то, что певица называет «цифровым шумом». Элементы индустриальной музыки были включены в звучание у Майи впервые. Делюкс-издание альбома было выпущено с четырьмя бонус-треками. Мнения критиков об альбоме в целом положительное, хотя и расходятся — рассматривая её музыкальный стиль и лирическое содержание песен по отдельности от критиков, в целом они похвальны. В первую неделю релиза, альбом вошёл в UK Albums Chart под номером 21, став её лучшим альбомом в Великобритании. Он также стал её самым наивысшим альбомом в США, достигнув девятой строчки на Billboard 200, и дебютировал в первой десятке в Финляндии, Норвегии, Греции и Канаде.
M.I.A. продвигала альбом, выпуская серию синглов в Интернете, в том числе «Born Free», который сопровождался короткометражный фильмом-клипом, который поднял множество споров из-за своего содержания. Она также выступала в музыкальных фестивалях в США и Европе, в дни выпуска альбома.

## Создание и запись
Майя выпустила свой второй альбом Kala в 2007 году, который получил хорошие отзывы критиков и стал золотым в США, и серебряным в Соединённом Королевстве. Через шесть месяцев после рождения своего сына в феврале 2009 года она начала сочинять и записывать свой третий студийный альбом в домашней студии в Лос-Анджелесе, купив дом с её мужем Беном Бронфманом. Она использовала такие инструменты, как портативный динамический синтезатор Korg Kaossilator для записи. Она взяла ударную установку и начала записывать на вершине пирамиды Майя в Мексике. Большая часть работы над альбомом была проделана в её доме в Лос-Анджелесе, который она называет «коммуной окружающей среды», прежде чем запись была закончена в арендованной студии на Гавайях. Она сотрудничала с писателем-продюсером Blaqstarr, потому что, по её мнению, «он просто делает хорошую музыку». Майя также сотрудничала с Дереком Е. Миллером из группы Sleigh Bells для трека «Meds and Feds», что в дальнейшем побудило её последующее сотрудничество с группой на её лейбле N.E.E.T.. Также, по словам Миллера, этот опыт дал ему начало записи своего дебютного сольного альбома Treats.
Её творческое сотрудничество с относительно неизвестным музыкантом Руско переросло в провальное отчасти из-за того, что Майя увидела, что многие новые партнёры предлагют нестандартные треки из-за их напряжённых графиков. Diplo работал над треком «Tell Me Why», но в студии в Санта-Монике, а не в её доме. Он утверждал в интервью, после разрыва его отношений с Майей несколько лет назад, ему не разрешили посетить дом, потому что «нынешний муж Майи ненавидит его».
Треки в альбоме были сведены из записанных сессий, продолжительностью в 30 часов. Продюсер Руско, который играл на гитаре и фортепиано в альбоме, описывает получившуюся работу как «принесённое издалека» в студию, оценив «безумно искажённый и беспокойный» звук, который они были в состоянии создать. Руско сказал: « У неё есть ребёнок, маленький однолетний ребёнок, и мы записали как у него стучит сердце. Это реально очень сумасшедшая идея». Руско описал Майю как лучшую художницу, с которыми ему когда-либо доводлось работать, отметив, что она «была очень креативной, и я действительно хорошо провёл работу над музыкой с ней».

## Список композиций
| №   | Название                                                                                                 | Автор(ы)                                                                               | Длительность |
| --- | --- | -------------------------------------------------------------------------------------- | ------------ |
| 1.  | «The Message»                                                                                            | Sugu Arulpragasam, Steve Loveridge                                                     | 0:57         |
| 2.  | «Steppin Up»                                                                                             | Maya Arulpragasam, Christopher Mercer, Dave Taylor                                     | 4:01         |
| 3.  | «XXXO»                                                                                                   | Maya Arulpragasam, Charles Smith, Cherry Byron-Withers                                 | 2:54         |
| 4.  | «Teqkilla»                                                                                               | Maya Arulpragasam, Christopher Mercer, Dave Taylor, John Hill, Cherry Byron-Withers    | 6:20         |
| 5.  | «Lovalot» (Note: Contains elements of "I Said It" by Opal)                                               | Maya Arulpragasam, Dave Taylor, John Hill, Opal Josephs, Sheldon Pennicot, Sekou Davis | 2:50         |
| 6.  | «Story to Be Told»                                                                                       | Maya Arulpragasam, Christopher Mercer, Dave Taylor                                     | 3:32         |
| 7.  | «It Takes a Muscle» (Note: Cover of "It Takes a Muscle to Fall in Love" by Spectral Display)             | Michael Mulders, Henri Overduin                                                        | 3:00         |
| 8.  | «It Iz What It Iz»                                                                                       | Maya Arulpragasam, Charles Smith                                                       | 3:29         |
| 9.  | «Born Free» (Note: Samples "Ghost Rider" by Suicide)                                                     | Maya Arulpragasam, Dave Taylor, Martin Rev, Alan Vega                                  | 4:07         |
| 10. | «Meds and Feds»                                                                                          | Maya Arulpragasam, Derek E. Miller                                                     | 3:09         |
| 11. | «Tell Me Why» (Note: Contains elements of "The Last Words of Copernicus" by Alabama Sacred Harp Singers) | Maya Arulpragasam, Wesley Pentz                                                        | 4:11         |
| 12. | «Space»                                                                                                  | Maya Arulpragasam, Christopher Mercer                                                  | 3:08         |

Бонус-треки
| №   | Название                                                                                          | Автор(ы)                         | Длительность |
| --- | ------------------------------------------------------------------------------------------------- | -------------------------------- | ------------ |
| 13. | «Internet Connection» (Note: Samples Fonejacker, and features vocals of Verizon Wireless workers) | Maya Arulpragasam, Charles Smith | 2:49         |
| 14. | «Illygirl»                                                                                        | Maya Arulpragasam, Charles Smith | 2:12         |
| 15. | «Believer»                                                                                        | Maya Arulpragasam, Charles Smith | 3:11         |
| 16. | «Caps Lock»                                                                                       | Maya Arulpragasam, Charles Smith | 3:58         |